# Neodonkiella
Neodonkiella Y. Xu & C.L. Zhao è un genere di funghi basidiomiceti con specie lignicole appartenente alla famiglia Phanerochaetaceae Jülich. L'unica specie del genere, che deve il suo nome alla vicinanza filogenetica con Donkiella J.H. Dong & C.L. Zhao, è N. yinjiangensis Ying Xu & C.L. Zhao: entità descritta sulla base di campioni raccolti nella Riserva Naturale Provinciale di Tongbiguan, in Cina (provincia dello Yunnan), su angiosperma non identificata.

## Descrizione
Basidiomi annui, resupinati, leggermente adnati, di consistenza leggermente coriacea quando disidratati. Superficie imeniale liscia, bianca negli esemplari freschi, crema pallido in quelli asciutti, immutabile a contatto con il KOH; margine sterile sottile.
Sistema ifale monomitico: ife generative con setti semplici e giunti a fibbia, non cianofile e non amiloidi. Cristalli abbondanti. Basidi strettamente clavati, leggermente flessuosi, a parete sottile, con giunto a fibbia basale, 4 sporici. Leptocistidi numerosi, ialini, a parete sottile, leggermente flessuosi, liscio, talvolta con piccole gocce oleose. Spore con profilo ellittico, a parete sottile, non cianofile e non amiloidi.

## Generi simili
Descritto in base a studi filogenetici, il genere Neodonkiella si distingue morfologicamente da Donkiella per le ife con setti semplici.